# 休姆伯爵
休姆伯爵（Earl of Home，/ˈhjuːm/，「霍姆」是錯譯）於1605年為休姆的亞歷山大·休姆所創設，屬於蘇格蘭貴族爵位。亞歷山大·休姆本身也是第六代休姆勳爵。
最著名的休姆伯爵應該是第十四代休姆伯爵，亞歷山大·腓特烈·道格拉斯-休姆，亦即是坊間所認識的亞歷克·道格拉斯-休姆爵士。當英國首相麥美倫在1963年突然辭職後，這位第十四代休姆伯爵被英女皇選定接任首相。這是60多年以來，首次有首相來自上議院，而非慣常的下議院。由於他認為首相身在上議院的話，將不能有效行使職權，於是他透過在同年通過的《1963年貴族爵位法令》，放棄了其貴族爵位。脫離上議院後，並隨即以補選的途徑，成功進入了下議院。至於其貴族爵位則一直出缺，直至他本人在1995年去世後，其兒子大衛·道格拉斯-休姆才能繼承該爵位，成為了第十五代休姆伯爵。
此伯爵爵位額外附有3個貴族爵位，分別為休姆勳爵（Lord Home，設於1473年）、鄧格拉斯勳爵（Lord Dunglass，設於1605年）和拉纳克郡道格拉斯的道格拉斯男爵（Baron Douglas，設於1875年）。首兩個爵位屬於蘇格蘭貴族爵位，第三個則屬於聯合王國貴族爵位。另外，休姆伯爵同時是家族和紋章的首長。而鄧格拉斯勳爵是伯爵長子的專用禮節性頭銜。
休姆伯爵的家族宅第位於蘇格蘭科爾德斯特裡姆（Coldstream）附近的夏塞爾（Hirsel）。

## 休姆勳爵 （1473年）
- 亞歷山大·休姆，第一代休姆勳爵（Alexander Home, 1st Lord Home） （？—1490年）
- 亞歷山大·休姆，第二代休姆勳爵（Alexander Home, 2nd Lord Home） （？—1506年）
- 亞歷山大·休姆，第三代休姆勳爵（Alexander Home, 3rd Lord Home） （？—1516年）
- 喬治·休姆，第四代休姆勳爵（George Home, 4th Lord Home） （？—1549年）
- 亞歷山大·休姆，第五代休姆勳爵（Alexander Home, 5st Lord Home） （？—1575年）
- 亞歷山大·休姆，第六代休姆勳爵（Alexander Home, 6th Lord Home） （c.1566年—1619年） （於1605年晉爵為休姆伯爵）

## 休姆伯爵 （1605年）
- 亞歷山大·休姆，第一代休姆伯爵（Alexander Home, 1st Earl of Home） （c.1566年—1619年）
- 詹姆士·休姆，第二代休姆伯爵（James Home, 2nd Earl of Home） （？—1633年）
- 詹姆士·休姆，第三代休姆伯爵（James Home, 3rd Earl of Home） （1615年—1666年）
- 亞歷山大·休姆，第四代休姆伯爵（Alexander Home, 4th Earl of Home） （？—1674年）
- 詹姆士·休姆，第五代休姆伯爵（James Home, 5th Earl of Home） （？—1687年）
- 查理斯·休姆，第六代休姆伯爵（Charles Home, 6th Earl of Home） （？—1706年）
- 亞歷山大·休姆，第七代休姆伯爵（Alexander Home, 7th Earl of Home） （？—1720年）
- 威廉·休姆，第八代休姆伯爵（William Home, 8th Earl of Home） （？—1761年）
- 亞歷山大·休姆，第九代休姆伯爵（Alexander Home, 9th Earl of Home） （？—1786年）
- 亞歷山大·休姆，第十代休姆伯爵（Alexander Home, 10th Earl of Home） （1769年—1841年）
- 哥斯派翠克·亞歷山大·休姆，第十一代休姆伯爵（Cospatrick Alexander Home, 11th Earl of Home） （1799年—1881年）
- 查理斯·亞歷山大·道格拉斯-休姆，第十二代休姆伯爵（Charles Alexander Douglas-Home, 12th Earl of Home） （1834年—1918年）
- 查理斯·哥斯派翠克·阿奇博爾德·道格拉斯-休姆，第十三代休姆伯爵（Charles Cospatrick Archibald Douglas-Home, 13th Earl of Home） （1873年—1951年）
- 亞歷山大·腓特烈·道格拉斯-休姆，第十四代休姆伯爵（Alexander Frederick Douglas-Home, 14th Earl of Home） （1903年—1995年） （於1963年放棄貴族身份）
- 大衛·亞歷山大·哥斯派翠克·道格拉斯-休姆，第十五代休姆伯爵（David Alexander Cospatrick Douglas-Home, 15th Earl of Home） （1943年—2022年）
- 邁克爾·大衛·亞歷山大·道格拉斯-休姆，第十六代休姆伯爵（Michael David Alexander Douglas-Home, 16th Earl of Home） （1987年—）